# Brooklyn Rules
Brooklyn Rules è un film del 2007 con Alec Baldwin e Mena Suvari.